# ديدان حبلية
الديدان الحبلية أو ديدان الحبل هي مصطلح علمي زائف لقطع طويلة رقيقة من البطانة المعوية أو غيرها من محتوى الأمعاء التي تم تعريفها على أنها ديدان طفيلية بشرية. تم الإبلاغ عن الديدان الحبلية في عام 2013 في ورقتين منشورتين ذاتيا بواسطة فولينسكي وجوباريف وآخرون. في الواقع، فهي ليست طفيليات فعلية، ولكن البطانة المعوية التي تسقط من الأمعاء بعد استخدام الحقن الشرجية المبيضة كلوريت الصوديوم الممزوج بحامض الستريك، وتشكيل ثاني أكسيد الكلور وتسويقه كمكمل معدني المعجزة وغيرها من المطهرات والعلاجات غير الفعالة والخطيرة المماثلة، مثل حقنة شرجية الليمون التي وصفها فولينسكي بقصد إزالة الطفيليات.
تنتج هذه الظاهرة عن سوء الفهم والتعرف الخاطئ على القطع الأثرية المعوية التي يتم طردها من الجسم. غالبًا ما تتم مناقشة هذه الديدان الطفيلية، مع مشاركة الصور والمطالبة بها كدليل على نجاح التخلص من السموم، في منتديات التوحد ومجموعات فيسبوك، حيث يُزعم حقًا أن الحقن الشرجية المبيضة على سبيل المثال مكمل معدني المعجزة لعلاج التوحد. في إحدى المجموعات، زُعم أن 8500 عضو قد اتهموا 60 دولارًا للانضمام، نصف مليون دولار مجتمعة، مما أدى إلى استجواب نوايا القادة.
التوحد هو اضطراب عصبي، ولا تسببه الديدان الطفيلية. لأنهم يعرفون أن ما يفعلونه لا يعاقب عليه من قبل الدراسات الطبية ويعتبر مسيئًا، قد يتردد الآباء في هذه المجموعات في أخذ أطفالهم إلى أطبائهم، حتى عندما تظهر ردود فعل خطيرة، مثل القيء والإرهاق والجفاف والأطراف يتحول إلى اللون الأصفر مما يشير إلى تلف الكبد. يُطلب من الأطباء وغيرهم من المراسلين الإلزاميين، الإبلاغ عن إساءة معاملة الأطفال المشتبه بها إلى وكالة خدمات حماية الطفل.